# Якобсонов орган
Я̀кобсонов или во́мероназа́лен о́рган (ралнико-носов орган, орган на Якобсон, вомер) е допълнителен периферен сдвоен обонятелен орган на някои гръбначни животни. Среща се при земноводни, някои влечуги (гущери, змии) и бозайници. Органът на Якобсон има особено силно развитие при яйчни бозайници и един прилеп (Miniopterus). Разположен е на границата между устната и носната кухини. Рецепторната повърхност на вомероназалния орган е на пътя на вдишвания въздух непосредствено зад обонятелния епител в проекцията на ралника. Служи, вероятно, за разпознаване на миризмата на вещества, влизащи в устната кухина. Чрез него се долавят летливи субстанции (основно феромони), ето защо органът играе важна роля във формирането на половото и социално поведение при животните. Функционалността на органа при хората е под въпрос. При човека това е свързано и с функциите на гениталиите и емоционалната сфера.
Органът е открит за първи път при хора през 1703 г. от нидерландския хирург Фредерик Рюйш. Наречен е Якобсонов орган на името на датския хирург Людвиг Левин Якобсон, който през 1811 г. го описва при много видове гръбначни животни.

## Вомероназална система
В допълнение към самия орган на Якобсон, вомероназалната система включва вомероназалния нерв, крайния нерв и допълнителна обонятелна луковица в предния мозък, което е собствено представяне на допълнителната обонятелна система в централната нервна система.
Може да се счита, че филогенетично той се е обособил чрез отделяне от обонятелната кухина. В повечето земноводни в нея могат да се различат две части: горна и долна, като последната при опашатите може да се премести към външния край. Долната част приема слъзно-носния канал.

## Структура
Епителите на вомероназалния орган на гръбначните се състои от рецепторна и дихателна части.
Рецепторната част е подобна на обонятелния епител на главния обонятелен орган. Основната разлика е, че рецепторните клетки на вомероназалния орган не са в състояние да се движат активно реснички, а са неподвижни микровласинки.
Междинната част на вомероназалната система представлява безмиелинови влакна на вомероназалния нерв, които, подобно на основните обонятелни влакна, преминават през отворите на решетъчната кост и са свързани с допълнителната обонятелна луковица, която е разположена в долната вътрешна част на главната обонятелна луковица и има подобна структура.
При животните е установено, че от допълнителната обонятелна луковица аксоните на вторите неврони на вомероназалната система са насочени към медиалното преоптично ядро и хипоталамус, както и към вентралната област на предмамиларното ядро и средното амигдаларно ядро. При хората връзките на проекциите на вомероназалния нерв в централната нервна система все още са слабо проучени.

## Човешки вомероназален орган
Вомероназалният орган е открит при човека през 1703 г. от холандския военен хирург Фредерик Рюйш в един войник с лицева рана в областта на носа. През 1809 г. фон Зомеринг потвърждава това, като го открива на аутопсия, а две години по-късно Людвиг Якобсон го описва за първи път в много животински видове. През 1891 г. Потикие „преоткрива“ вомероназалния орган при хората, намирайки го в 25 % от 200 изследвани възрастни.
При хората ралнико-носовият орган се образува по време на ембрионалното развитие. Дълго време се е смятало, че при хората той не функционира, а зароден по време на развитието на плода, по-късно претърпява регресия. Вомерът се редуцира през 9-ия месец на вътреутробния живот, а понякога и целият орган се запазва само във вид на аномалия. Но неотдавнашни проучвания, започнали от края на 90-те години показват, че това не се случва при всички хора.
При възрастните вомероназалният орган орган се развива в различна степен и е представен от малка вдлъбнатина (вомероназална ямка) в носната кухина. При някои хора тя е много слабо изразена, а при 8 – 19 % от възрастните тя няма изход от едната страна на носната кухина.
За разлика от животните, при човека вомерът няма изразена тръбовидна форма и не е затворен в обвивка, отделяща го от обонятелните рецептори на носната кухина.
При хората тръбичката на вомера е с дължина 2 – 10 mm и се намира на 15 – 20 mm от ръба на носния отвор. Диаметърът на тръбичката се изменя значително и в мястото на излизане в носната кухина е 0,2 – 2 mm.
През 2016 година Стоянов и сие публикуват статия, според чиито данни вомероназалният орган се среща в 26,83% от българската популация. Но тъй като все още няма доказателства за невронната връзка на този орган с мозъка при възрастните, много учени продължават да се съмняват в наличието на функциониращ вомероназален орган при хората.
Затова окончателно въпросът за значението на Якобсоновия орган за човека все още не е решен.